# Jayavarman VII

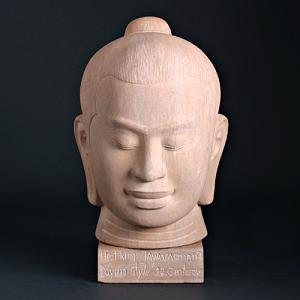
Supuesto retrato de Jayavarman VII.

Jayavarman VII, antes conocido como Mahaparamasaugata (1125-1218) fue rey del Imperio Jemer, el cual se ubicaba en la actual Camboya.
Nació en el año 1125, hijo del rey Dharanindravarman II (reinó entre 1150 y 1160) y la reina Sri Jayarajacudamani. Se casó con la princesa Jayarajadevi y, luego de la muerte de ella, se casó con la hermana de su difunta esposa, Indradevi. Se conoce que las dos mujeres fueron una gran inspiración para él, particularmente en su devoción por el Budismo ya que fue el primer rey de los Jemer en seguir esa religión que se convirtió en la nacional, dejando de lado el Hinduismo. 
Jayavaraman VII es considerado por los historiadores como el rey más poderoso de los monarcas Jemeres, ya que bajo su reinado el imperio alcanzó su mayor extensión, cubriendo el totalmente el territorio que hoy comprenden Tailandia y Laos, llegando incluso hasta los actuales Birmania, Malasia y Vietnam.

## Derrota de los Champa y coronación.
Primero en 1177 y luego en 1178, los Champas invadieron Camboya. En 1177, su rey, Jaya Indravarman IV, lanzó un ataque sorpresa a la capital de Jemer. Los invasores saquearon Yasodharapura, la capital de Jemer, y asesinaron al rey Tribhuvanadityavarman. También, en 1178, Jatavarman entró en la historia al liderar el ejército jemeriano que expulsó a los invasores. En esa época él ya estaba en sus sesenta. Cuando retornó a la capital, la encontró en desorden y él logró poner fin a las disputas internas entre las facciones guerreras y en el año 1181, él mismo se coronó rey.
Al comienzo de su reinado, detuvo otro ataque de los Champa y frenó una rebelión del reino vasallo de Malyang (actualmente la provincia Battambang en Camboya). Fue ayudado por la habilidad militar del príncipe refugiado Sri Vidyanandana, quien también participó en la posterior conquista y saqueo de Champa (1190-1991). 
Jayavarman expandió el control del Imperio Jemer desde el valle de Mekong hacia el norte de Vietnam hasta el Istmo de Kra en el sur.

## Monumentos y obras públicas.

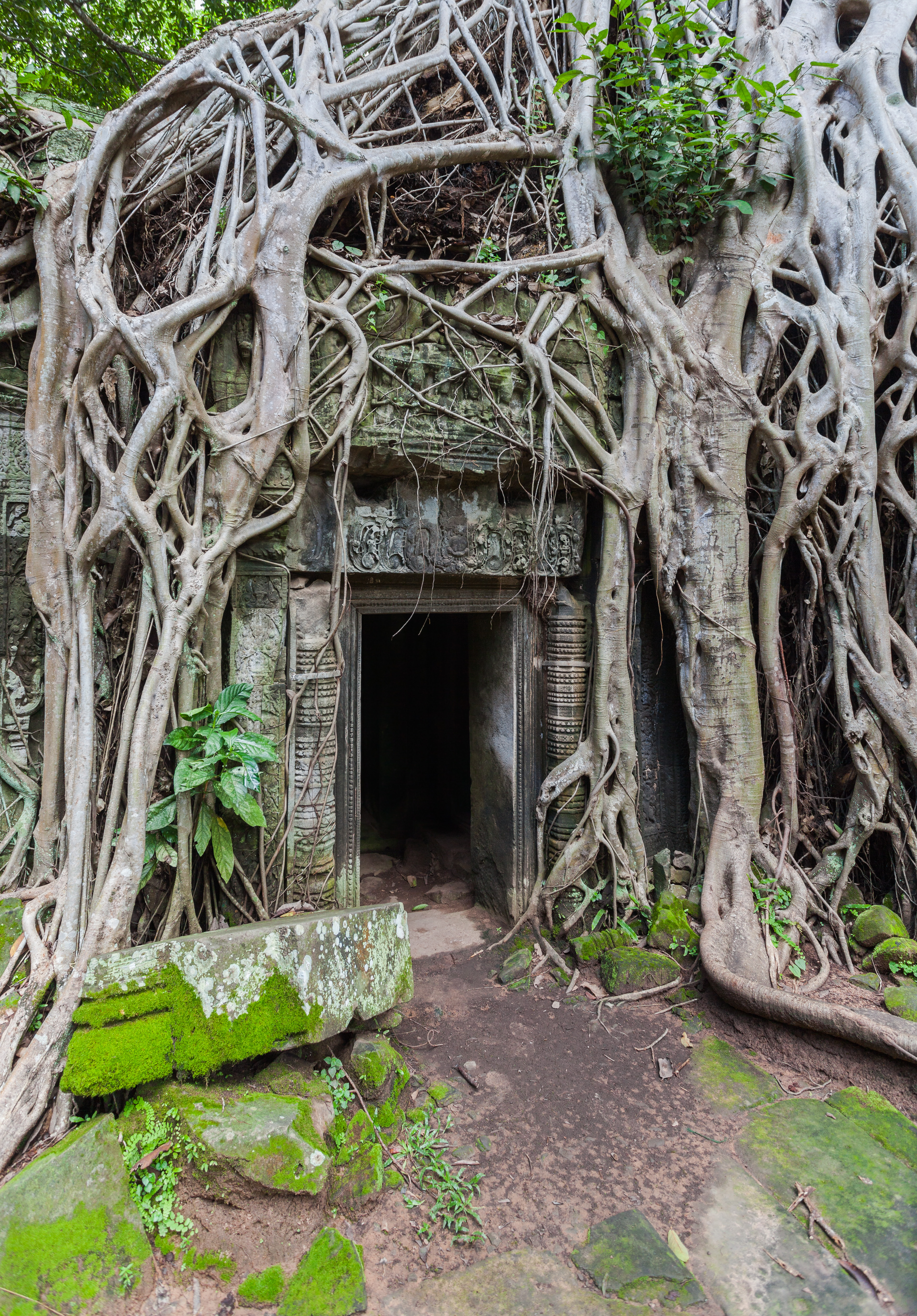
Ta Prohm, el templo construido por Jayavarman VII en honor a su madre.

Durante los 30 años de su reinado, Jayavarman se embarcó en un gran proyecto constructivo, que incluyó tanto obras públicas como monumentos. Como budista Mahāyāna, su objetivo declarado era aliviar el sufrimiento de su pueblo. 
La mayoría de los monumentos levantados en su reinado requirieron el trabajo de cientos de personas por lo que este período estuvo marcado por la centralización de los estados y el acercamiento de las personas a los grandes centros de población.
Los historiadores han identificado varias facetas en el intensivo programa constructivo de Jayavarman. En una de sus etapas, se centró en las construcciones más importantes, tales como los famosos 102 hospitales, casas para descansar a lo largo de las rutas y reservas. Luego, construyó dos templos en honor a sus padres: el de Ta Prohm, en honor a su madre, y el de Preah Khan, en honor a su padre.
Finalmente, construyó su propio templo en la montaña en Bayon y estableció la ciudad de Angkor Thom a su alrededor. También construyó el Prasat Neak Pean, uno de los templos más pequeños pero más hermosos del complejo Angkor, una fuente con cuatro estanques circundantes en una isla en ese lago artificial.

### Ta Prohm
En 1186, Jayavarman dedicó Ta Prohm (conocido también como el Ojo de Brahma) a su madre. En la inscripción se indica que ese templo tuvo en un momento a 80,000 personas asignadas a su mantenimiento, incluyendo 18 sumos sacerdotes y 615 bailarinas.

### Angkor Thom y Bayón

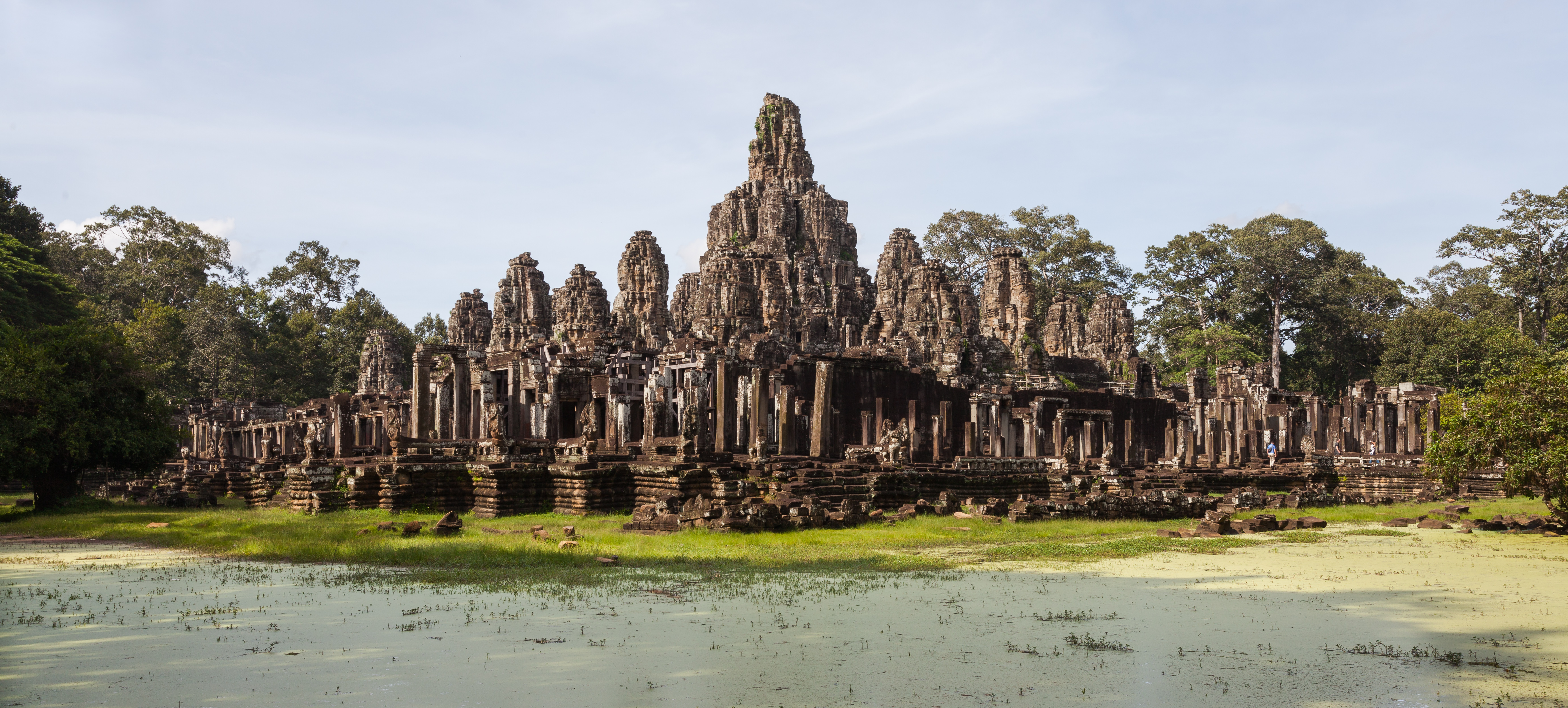
Angkor Thom, capital construida por Jayavarman VII

En 1200 se comenzó la construcción de Angkor Thom (hoy en día conocido como Indrapattha), la nueva capital real. Esta tarea agotó las arcas del reino, lo que trajo problemas económicos en las décadas subsiguientes. En el centro de la ciudad está uno de sus mayores logros, el templo, ahora llamado, Bayón, un tempo multifacético, con múltiples torres en las que se mezclan iconografías Budistas e Hinduistas. 
Sus muros exteriores tienen asombrosos bajorrelieves no solo de la guerra, sino de la vida cotidiana del ejército Jemer y sus seguidores. Estos relieves muestran a los seguidores del campamento en movimiento con animales y carretas de bueyes, cazadores, mujeres que cocinan, comerciantes que venden a comerciantes chinos y celebraciones de soldados. Los relieves también representan la batalla naval en el gran lago Tonle Sap.

## Cronología
El rey Suryavarman II (“El escudo del sol”, constructor de Angkor Wat, murió en el año 1150. Él fue sucedido por Yashovarman II quien fue derrocado por Tribhuvanadityavarman (Protegido del “Sol de los tres mundos”), que asumió como usurpador. 
En 1177, los Champas, liderados por Jaya Indravarman IV, invadieron y saquearon Angkor. En 1181. Jayavarman VII se convierte en rey, luego de liderar las fuerzas de Jemer contra los Champas. Jayavarman VII luego se vengó de los Champas en 1190 por lo ocurrido en 1177.
Jayavarman murió alrededor de 1219. Fue sucedido por Indravarmann II, quien murió en el 1243. Indravarman fue sucedido más adelante por Jayavarman VIII, un shivaísta quien comenzó la destrucción de todas las obras budistas levantadas por Jayavarman VII. 
Los nichos a lo largo de la parte superior de la pared exterior de la ciudad contenían imágenes de Buda, y la mayoría fueron eliminados. Esto incluyó la gran estatua de Buda en Bayon, y las imágenes de Buda en Angkor Thom.

## Legado
La historia del Imperio Jemer no se puede entender de la misma manera que los reinos europeos. Los hijos de un rey Jemer no son necesariamente los herederos del trono de su padre; Jayavarman VII tuvo varios hijos pero finalmente Indravarman II subió al trono.
Jayavarman VII construyó 121 “casas con fuego”. Eran casas de descanso que se encontraban en los caminos cada 50 kilómetros. Además construyó 102 hospitales. Él fue “el gran vehículo del Budismo”.
Aunque tuvo muchos hijos, se conocen los nombres de solo tres: Suryakumara (mencionado en Ta Prohm), Virakumara (mencionado en Preah Khan) y Srindrakumara (mencionada en Banteay Chhmar).